# Pandoreasläktet
Pandoreasläktet är tillhör familjen katalpaväxter som består av fem klättrande arter som alla lever i tropiskt eller subtropiskt klimat i Sydöstasien, Nya Kaledonien och Australien.